# Gustaf Stafhell den yngre
Gustaf Stafhell, född 6 juli 1725 i Stockholm, död 9 april 1772 i Stockholm, var en svensk silversmed.
Han var son till silversmeden Gustaf Stafhell och Catharina Olofsdotter Beckman och från 1760 gift med Maria de Broen. Han var bror till Anders Stafhell och Margareta Stafhell-Åkerman. Stafhell gick i lära för sin far och blev mästare i Stockholm 1752. Tillsammans med sin bror övertog han faderns verkstad 1755. Stafhell huvudsakliga produktion var kompletteringsarbeten till den kungliga silverkammaren och kyrkligt silver. För kronprins Gustav utförde han en förgylld kaffe- och teservis i rokokostil. Hans verksamhetstid sammanföll med tidpunkten för rokokons dominans och med hans säkra och djärva formspråk kom han att inta en av de främsta platserna inom det svenska rokokosilversmidet. Bland hans noterbara arbeten av kyrkligt silver märks sex stycken altarljusstakar för slottskapellet i Stockholm och kalkar för Svenneby kyrka och Öveds kyrka. Stafhell är representerad vid Kungliga silverkammaren, Kulturhistoriska museet, Nationalmuseum och ett flertal kyrkor.